# ناحیه گودوللو
ناحیهٔ گودوللو (به مجاری: Gödöllői járás) یک ناحیه در مجارستان است که در پِشت واقع شده‌است. ناحیه گودوللو ۴۴۹٫۶۶ کیلومتر مربع مساحت و ۱۳۹٬۸۲۶ نفر جمعیت دارد.